# Jan van de Cappelle
Jan van de Cappelle /Névváltozatok: Jo (h) Annes, vagy Jan van de (r) Capelle vagy Cappelle/ (Amszterdam, 1626. január 25. – Amszterdam, 1679. december 22.) holland festő és műgyűjtő. A legjelentősebb holland tengerfestők egyike a holland festészet aranykorában.

## Életpályája
François van der Cappelle (1594–1674) francia származású ruhakereskedő családjában született, kilencen voltak testvérek. Sokak szerint autodidakta volt, mások szerint Aelbert Cuyp és Id. Willem van de Velde tanította festeni, majd körülbelül 1650 körül Simon de Vlieger, Hendrick Dubbels és ifj. Willem van de Velde stúdióiban dolgozott.
Gyorsan festett mintaszerű sorozatokat, főleg derült időjárási viszonyok közepette, gazdag színpalettával. Halászhajókat, vitorlásokat festett, de legnagyobb hangsúlyt a fény-árnyék hatások és a víz bemutatására fektetett. Nagy hatással volt munkásságára Hercules Seghers holland grafikus és festő. Tengerképein az ő ihletői a víztükör fényhatásai, leginkább napfelkeltekor, naplementekor és csendes időben.
Cappelle legjobb alkotásait Kasselben, Koppenhágában, a londoni National Gallery-ben, később a bécsi Belvedere Palotában, a berlini Gemäldegalerieben és az amszterdami Rijksmuseumban őrzik.

## Műgyűjtőként
Gazdag gyáros ember volt, a művészeti tehetség sarkallta festésre és a művészet iránti érdeklődés ösztönözte műgyűjtésre, jeles festők képei alkották gyűjteményét. Halála után többek közt a következők voltak hátrahagyott gyűjteményében:
- Rembrandt 7 festménye és 500 rajza;
- Simon de Vlieger 9 festménye és több mint 1300 rajza;
- Jan van Goyen 10 festménye és 400 rajza
- Jan Porcellis 16 festménye;
- Hendrick Avercamp csaknem 900 rajza;
- Hercules Segers 5 festménye;
- Ésaiás van de Velde 88 rajza;
- Pieter van Laer 41 rajza;
- William Buytewech 86 rajza;
- Pieter de Molijn 57 rajza;
- Allaert van Everdingen 52 rajza.

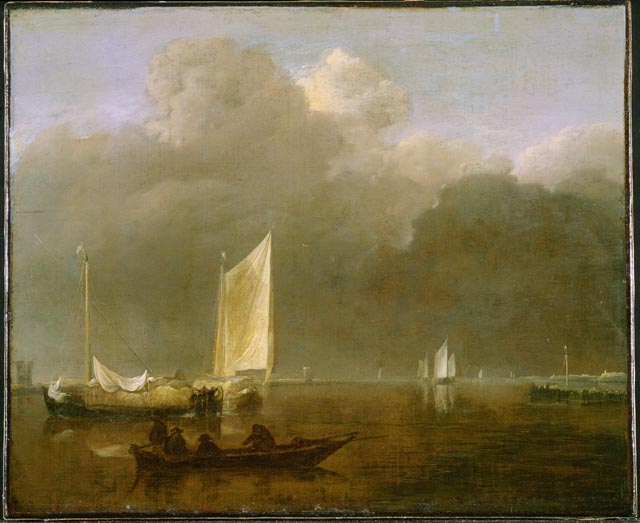
Nyugalom egy folyó torkolatábanl
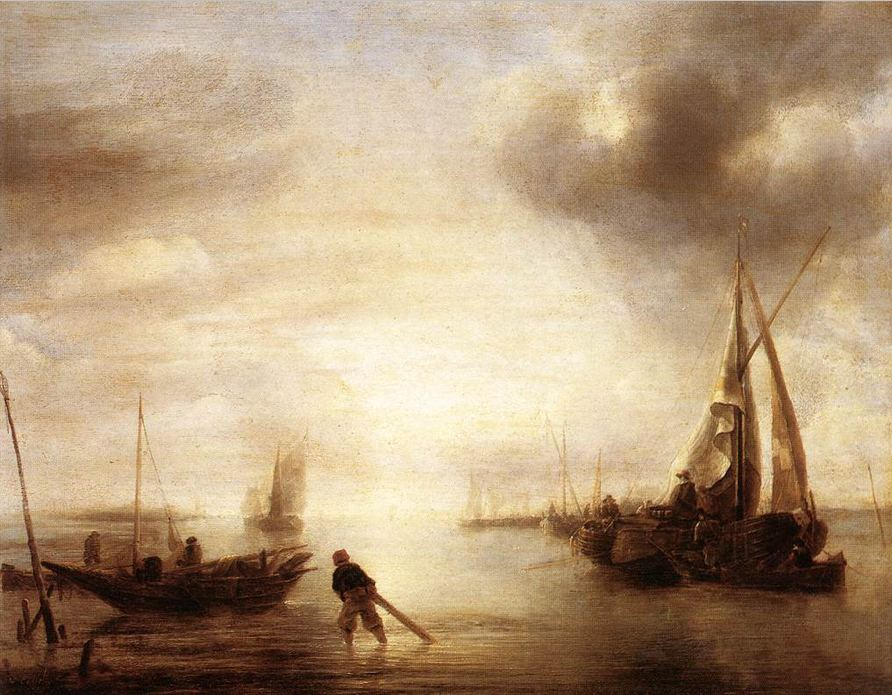
Téli tájkép (1650–55 közt)
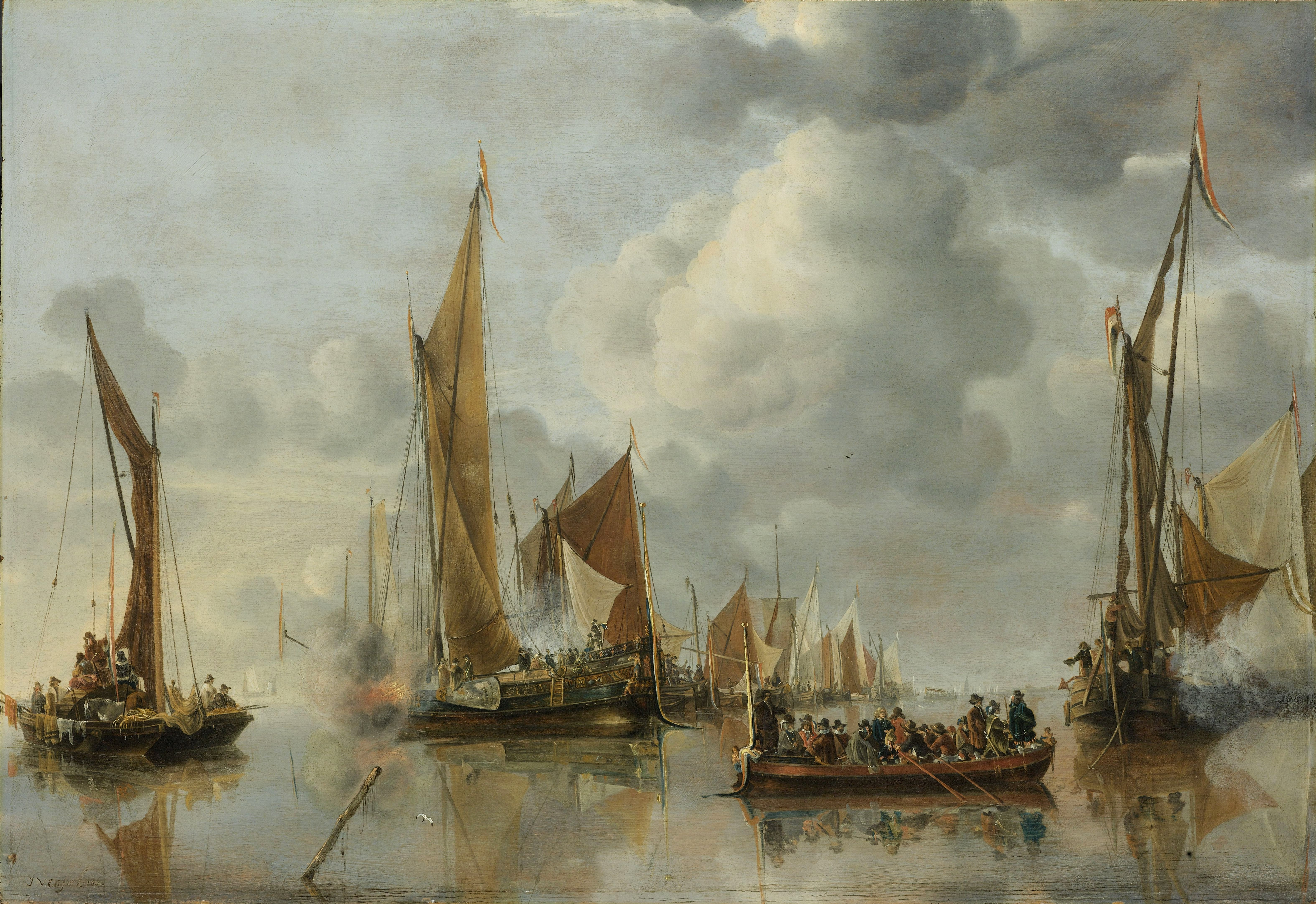
A hazai flotta tiszteleg a kormány jachtja előtt (1650)
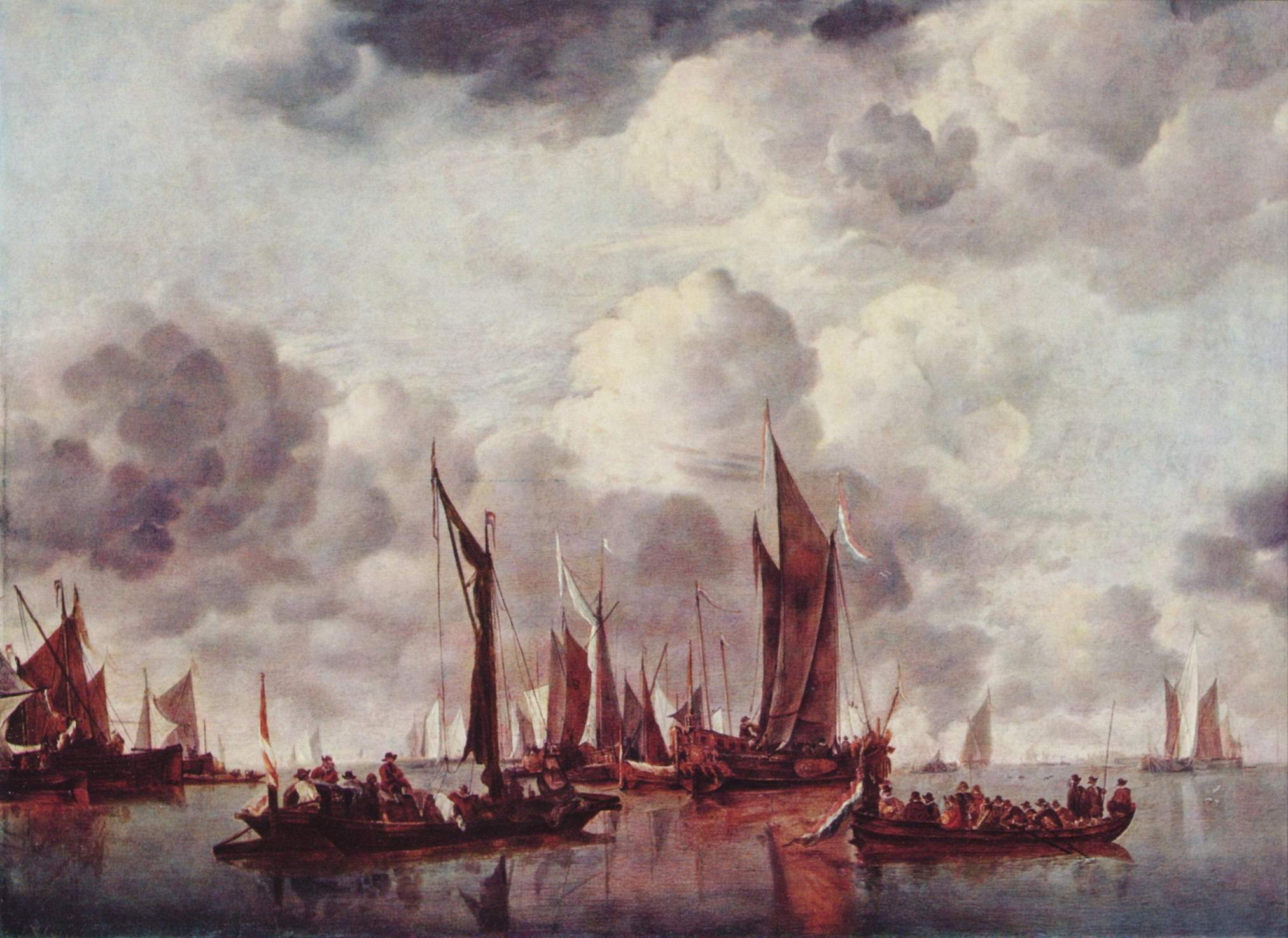
Vitorlások a kikötőben